# Samandak
Samandak (persiska: سمندک) är en ort i Iran.   Den ligger i provinsen Mazandaran, i den norra delen av landet, 180 km nordost om huvudstaden Teheran. Antalet invånare är 207.
Terrängen runt Samandak är platt. Runt Samandak är det ganska tätbefolkat, med 111 invånare per kvadratkilometer. Närmaste större samhälle är Sari, 9,0 km söder om Samandak. Runt Samandak är det i huvudsak tätbebyggt.